# 国投资本
国投资本股份有限公司，是上海证券交易所主板上市公司，央企国投集团控股。拥有证券、信托、基金、期货、保险等牌照的央企上市金融控股平台。

## 历史
1996年中国纺织总会《关于中国纺织物资总公司股份制改组总体方案和A股上市准备报告的批复》（纺生[1996]第60号）、国家体改委《关于同意设立中纺投资发展股份有限公司的批复》（体改生[1997]22号），以中国纺织物资总公司、中国丝绸物资进出口总公司、锡山市东绎合成纤维试验厂、CTRCA、陕西省纺织工业供销公司为发起人，向社会公开发行普通股3000万股（含职工股300万股），设立“中纺投资发展股份有限公司”。1997年5月13日成立，1997年5月19日在上海证券交易所上市。
2014年11月，中纺投资发布重组草案，公司拟以182.72亿收购国投公司 （中纺投资控股股东国投贸易的唯一股东）等14名交易对方合计持有的安信证券100%股份。上市公司实际控制人未发生改变，因此不构成借壳上市。2015年7月，中纺投资全资子公司安信证券收购国投中谷期货100%股权（前身为1993年4月23日成立的上海中诚期货经纪有限公司），并更名为国投安信股份有限公司。
2017年，国投安信收购国投资本控股有限公司，于2017年12月份更名为国投资本股份有限公司。2020年8月5日，公司及全资子公司毅胜投资，拟对公司全资子公司安信证券合计增资79.44亿元。增资变更后，安信证券注册资本将达到100亿元，排在国内业内第六。